# Villarmayor (Salamanca)
Villarmayor es un municipio y localidad española de la provincia de Salamanca, en la comunidad autónoma de Castilla y León. Se integra dentro de la comarca de la Tierra de Ledesma. Pertenece al partido judicial de Salamanca y a la Mancomunidad Comarca de Ledesma.
Su término municipal está formado por las localidades de Espino de los Doctores y Villarmayor, además de por los despoblados de Contiensa, Palacios de los Dieces, Peñamecer y Zafroncino, ocupa una superficie total de 39,05 km² y según los datos demográficos recogidos en el padrón municipal elaborado por el INE en el año 2017, cuenta con una población de 192 habitantes.

## Historia

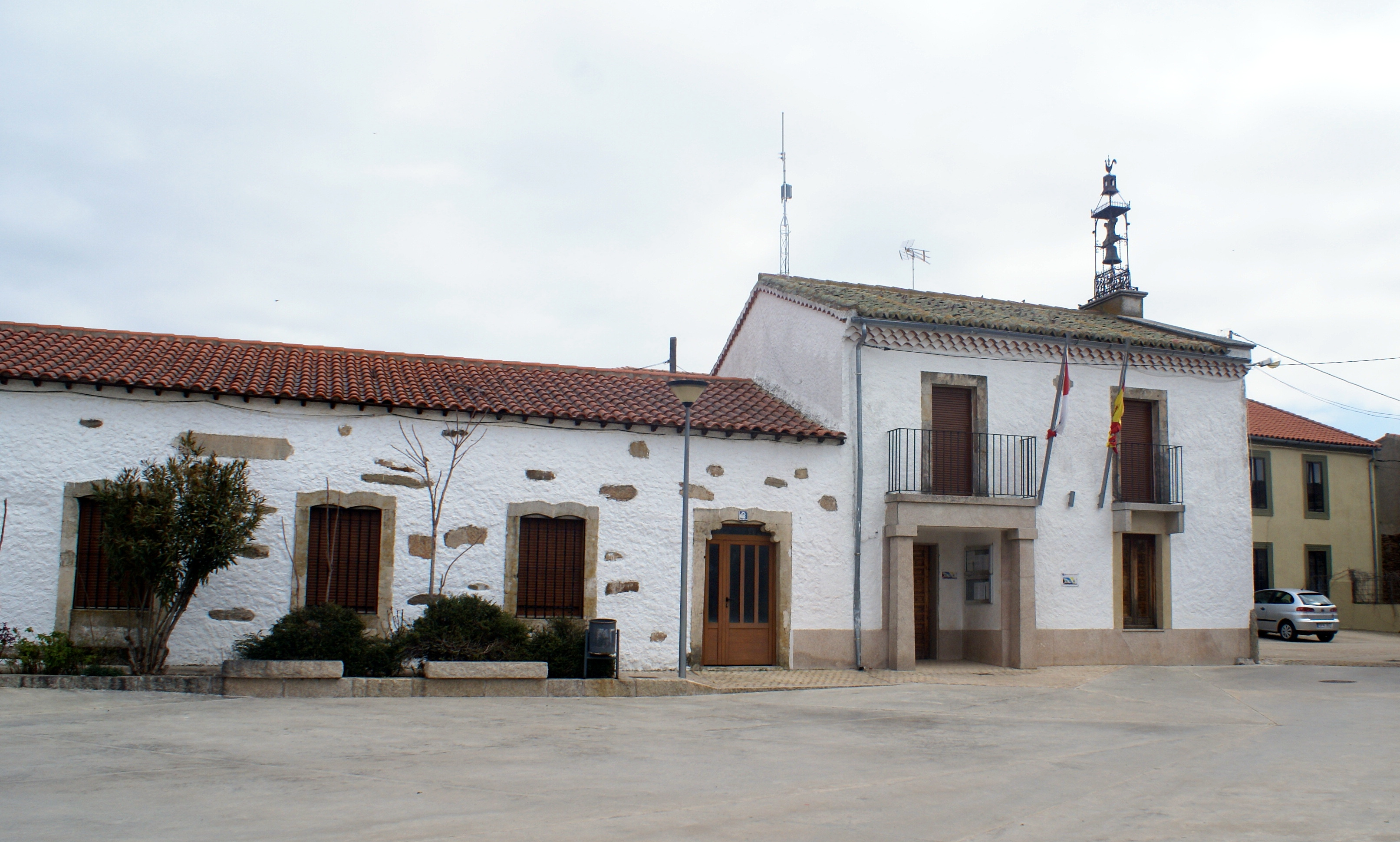
Casa consistorial

Aunque la existencia de varios dólmenes en el término atestiguan la presencia humana desde el megalítico en el municipio, la fundación del actual Villarmayor se remonta a la Edad Media, obedeciendo a las repoblaciones efectuadas por los reyes leoneses en la Alta Edad Media, quedando encuadrado en la jurisdicción de Ledesma desde la creación de su alfoz por parte de Fernando II de León en el siglo XII, así como en su arcedianato y en el Reino de León. Con la creación de las actuales provincias en 1833, Villarmayor quedó integrado en la provincia de Salamanca, dentro de la Región Leonesa.

## Geografía humana

### Demografía
Cuenta con una población de 154 habitantes (INE 2024).
| Gráfica de evolución demográfica de Villarmayor entre 1842 y 2021                                                     |
| |
| Población de derecho según los censos de población del INE. Población de hecho según los censos de población del INE. |

### Núcleos de población
El municipio se divide en varios núcleos de población, que poseían la siguiente población en 2017 según el INE.
| Núcleo de población    | Población |
| ---------------------- | --------- |
| Villarmayor            | 186       |
| Espino de los Doctores | 5         |
| Zafroncino             | 1         |
| Contiensa              | 0         |
| Peñamecer              | 0         |
| Palacios de los Dieces | 0         |

## Administración y política
| Partido político                                          | 2023  | 2023  | 2023       | 2019  | 2019  | 2019       | 2015  | 2015  | 2015       | 2011  | 2011  | 2011       | 2007  | 2007  | 2007       | 2003  | 2003  | 2003       |
| Partido político                                          | %     | Votos | Concejales | %     | Votos | Concejales | %     | Votos | Concejales | %     | Votos | Concejales | %     | Votos | Concejales | %     | Votos | Concejales |
| Partido Popular (PP)                                      | 38,73 | 43    | 3          | 46,83 | 59    | 3          | 20,81 | 31    | 1          | 63,82 | 97    | 5          | 63,75 | 102   | 5          | 50,00 | 81    | 3          |
| Vox                                                       | 45,94 | 51    | 1          | —     | —     | —          | —     | —     | —          | —     | —     | —          | —     | —     | —          | —     | —     | —          |
| Partido Socialista Obrero Español (PSOE)                  | 15,31 | 17    | 1          | 3,97  | 5     | 0          | 29,53 | 41    | 1          | 15,13 | 23    | 0          | 18,75 | 30    | 0          | 38,27 | 62    | 2          |
| Agrupación de Electores Jóvenes de Villarmayor (AEJV)     | —     | —     | —          | 40,48 | 51    | 2          | —     | —     | —          | —     | —     | —          | —     | —     | —          | —     | —     | —          |
| Agrupación Electoral Independiente de Villarmayor (AEIDV) | —     | —     | —          | —     | —     | —          | 42,95 | 64    | 3          | —     | —     | —          | —     | —     | —          | —     | —     | —          |
| Unión del Pueblo Salmantino (UPSa)                        | —     | —     | —          | —     | —     | —          | —     | —     | —          | —     | —     | —          | 4,38  | 7     | 0          | 2,47  | 4     | 0          |

## Cultura

### Patrimonio
- Iglesia de San Vicente Mártir.

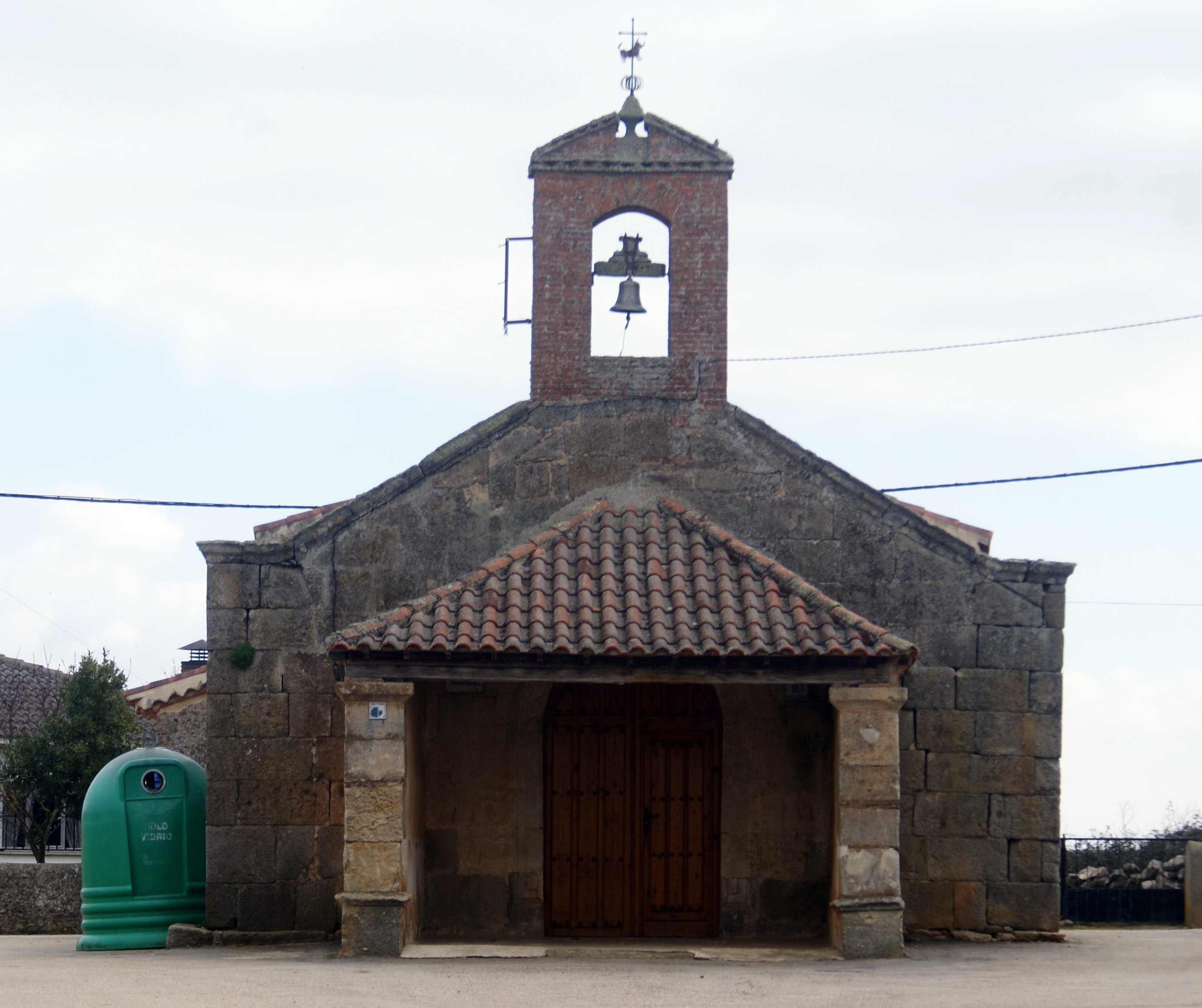
Ermita de la Virgen de las Nieves

- Ermita de la Virgen de las Nieves.
- Fuente romana.
- Arco de puente romano.(La Puente)
- Dolmen de El Torrejón.
- Dólmenes de El Guijo.
- Poblado neolítico de Peñamecer.

### Fiestas
- 22 de enero: San Vicente Mártir

En los últimos años, el Ayuntamiento de Villarmayor ha recuperado la Fiesta de San Vicente, patrón de la localidad, que dejó de celebrarse hace unos años por ser solo una misa. Ahora con su recuperación, la fiesta está en pleno apogeo, con misas y santorales desfilando por las calles del pueblo, además de otros actos como chocolatinas y churros, bingo, bailes y juegos infantiles, fiestas buenas y aptas para los mayores que traen gratos recuerdos. ya que es el festival más grande de la ciudad ya que se celebró durante unos 35 años antes del Festival de la Nieve 
- 5 de agosto: Virgen de las Nieves

Sus fiestas son conocidas por la zona. Principalmente conocida por la popular parodia. La parodia consiste en cantar canciones criticando al ayuntamiento o cualquier cosa o persona que haya destacado durante todo el año. Otra de las cosas que se nos conoce es por cortar el árbol; antiguamente se cortaba a las afueras del pueblo siempre árboles secos que había que traerlos a hombros para luego plantarlo ahora ha cambiado la tradición y se plantan árboles uno por cada peña, hay aproximadamente 12 peñas, pero lo más destacado de esa noche es la llamada JUANA que el que no es de aquí no conoce. La Juana consiste en una limonada, pero no es una limonada cualquiera, sino lleva un montón de mezclas como vino, whisky cuarenta y tres, coca cola, ponche y otras bebidas y mucho hielo. Se nos conocía también por nuestras carreras de cocodrilos, los de la zona saben a lo que nos referimos. Desafortunadamente muchas de estas festividades se han ido perdiendo 
- 5 de febrero: Santa Águeda

La tradición de las mujeres de Villarmayor es que el día antes de su fiesta salen al campo con carretillos para recoger leña y restos de poda para hacer una hoguera en la noche vísperas de Santa Águeda como tradición de quemar todo lo malo del año y que lo que falta de año sea mejor.